# Иън Маккелън
Сър Иън Мъри Маккелън, CH CBE (на английски: Ian Murray McKellen) е британски театрален и филмов актьор, носител на награди „Тони“, „Златен глобус“, „Златна мечка“, „Европейска филмова награда“, две награди „Сатурн“, две Награди на Гилдията на киноактьорите и шест награди „Лорънс Оливие“. Номиниран е за две награди „Оскар“, четири награди на БАФТА, пет награди „Сателит“ и пет награди „Еми“. Ролите на сър Иън Маккелън се простират от класическите шекспирови и модерни театрални постановки до популярните фентъзи и фантастични кино продукции. Сред най-известните му филмови роли са тези на Гандалф във „Властелинът на пръстените“ и „Хобит“, Магнито в „X-Men“ и сър Лей Тийбинг в „Шифърът на Леонардо“.
Иън Маккелън е командор на Британската империя от 1979 г., рицар бакалавър от 1991 г. заради приноса му към сценичните изкуства, рицар от Ордена на кавалерите на честта от 2008 г. за принос към драматургията и равноправието и почетен доктор по литература на Кеймбриджкия университет от 2014 г.

## Биография

### Произход и семейство
Иън Маккелън е роден на 25 май 1939 г. в Бърнли, Ланкашър, но израства в Уигън – град, в който семейството му се мести, когато той е на 4-месечна възраст. Втората световна война, която избухва малко след раждането му, оказва голямо влияние върху него. След като в интервю с него репортерка споменава, че Маккелън изглежда много спокоен след атентатите от 11 септември, той отговаря: „Е скъпа, Вие вероятно не знаете – аз съм спал под стоманена плоча, докато не станах на четири години“ (имайки предвид метална маса, под която Маккелън е спял като дете при германските бомбардировки над северна Великобритания).
Бащата на Иън Маккелън, Денис Мъри Маккелън, по професия е строителен инженер и проповедник, двамата му дядовци също са проповедници. Прапрадядо му Джеймс Маккелън е „строг евангелистки протестантски пастор“ в Балимина, графство Антрим. Маккелън има сестра на име Джийн, която е с пет години по-голяма от него. Семейството му са силно набожни християни. Майка му Марджъри Лоис умира, когато е на 12 години, а баща му умира, когато е на 24. За по-късното си разкриване на сексуалната си ориентация пред мащехата си Гладис Маккелън, която е член на религиозната „Общност на приятелите“, Иън казва: „не само че тя не беше объркана, но като член на общество, което обявява своето безразличие към сексуалността на хората, мисля, че тя просто се радваше за мен, затова че няма да се налага да лъжа повече“.
Иън Маккелън учи в „Bolton School“, училище, което подпомага и посещава често, за да си говори с възпитаниците му. Актьорската му кариера започва в „Bolton Little Theatre“, на който е патрон. Ранния му интерес към театъра се дължи на посещение на пиесата „Питър Пан“ заедно с родителите му в „Manchester Opera House“, когато е на тригодишна възраст.
Първата пиеса на Шекспир, която посещава, е „Дванайсета нощ“, в изпълнение на любители актьори в „Wigan's Little Theatre“, на която е заведен от сестра си. Следва „Макбет“ и „Сън в лятна нощ“ с музика на Менделсон, в която играе сестра му Джийн в ролята на Ник Ботъм. Сестра му Джийн Маккелън режисира, продуцира и играе в аматьорски театрални постановки до смъртта си.

### Личен живот
Иън Маккелън печели стипендия за „St Catharine's College, Cambridge“, когато е на 18-годишна възраст. Маккелън и първият му сериозен партньор Брайън Тейлър, учител по история в Болтън, започват връзката си през 1964 г. Тази връзка продължава осем години и приключва през 1972 г. Двамата живеят в Лондон, където Маккелън продължава да следва своята кариера като актьор. За повече от десетилетие той живее в пететажна сграда във викториански стил в лондонския квартал „Лаймхаус“. През 1978 г. на фестивала в Единбург, Маккелън се запознава с втория си партньор, Шон Матиас (сценарист, актьор, театрален и филмов режисьор). Тази връзка продължава до 1988 г. Според Матиас десетгодишната любовна афера е бурна и изпълнена с конфликти, заради успеха на Маккелън като актьор в сравнение с по-малко успешната кариера на самия Матиас. През 2009 г. Матиас е режисьор на Маккелън в постановката „В очакване на Годо“, играна в Кралския театър на улица „Хаймаркет“ в Лондон. Двамата влизат в бизнес партньорство с Евгени Лебедев, като закупуват на лизинг пъба „The Grapes“, който се намира в близост до дома на Маккелън.
В края на 80-те години Маккелън „губи апетита си за месо“, с изключение на риба, оттогава той изключва месото от диетата си. През 2006 г. Маккелън е диагностициран с рак на простатата.

## Кариера

### Театър
Докато е в Кеймбридж, Маккелън е член на дружеството „Марлоу“ и участва в пиесите „Хенри IV“, заедно с Тревър Нън и Дерек Джейкъби, „Цимбелин“ заедно с Маргарет Драбъл и в „Доктор Фауст“. Всичките аудиозаписи от „Цимбелин“ в изпълнение на актьори от дружеството „Марлоу“ са пуснати в продажба, като част от „Шекспировите серии“ на звукозаписна компания „Арго“. Първата му професионална изява е през 1961 г. в театъра „Nottingham Playhouse“ в пиесата „Човек на всички времена“
След четири години в регионалните репертоарни театри, прави първото си „Уест Енд“ появяване в „Аромата на цветята“ (A Scent of Flowers), което се разглежда като „забележителен успех“. През 1965 г., Маккелън е член на „трупата на Националния театър“ (Laurence Olivier's National Theatre Company) в театъра „Олд Вик“, което му осигурява театрални роли и във фестивалния театър на Чичестър. През седемдесетте и осемдесетте Маккелън се превръща в добре позната фигура в британските театрални среди, изпълнявайки много роли заедно с Кралската шекспирова трупа и Кралският национален театър. Маккелън изпълнява няколко главни роли в пиеси по Шекспир, включително в „Макбет“ (заедно с Джуди Денч в Станфорд през 1976 г.) и в ролята на Яго в „Отело“ – продукции, режисирани от Тревър Нън и спечелили множество награди. И по двете пиеси са направени телевизионни филми, които също са режисирани от Нън.
През 2007 г. се завръща в Кралската шекспирова трупа и участва в „Крал Лир“ и в „Чайка“ от Антон Чехов – двете режисирани от Тревър Нън. През 2009 г. участва в много популярната постановка „В очакване на Годо“ в лондонския „Хаймаркет театър“ (Haymarket Theatre) под режисурата на Шон Матиас и с участието на Патрик Стюарт.
Иън Маккелън е патрон на „Английската пътуваща театрална трупа“ (English Touring Theatre) и патрон и председател на „Малката театрална гилдия на Великобритания“ (Little Theatre Guild of Great Britain) – асоциация на любителски театрални организации във Великобритания.
В края на месец август 2012 г., Маккелън взима участие в церемонията по откриването на Летните параолимпийски игри в Лондон, като играе Просперо в „Бурята“.

### Филми
Иън Маккелън играе във филмови роли през цялата са кариера, като началото е през 1964 година в сериала „The Indian Tales of Rudyard Kipling“, но през 90-те години става по-широко известен сред филмовата аудитория, след участието си в няколко хитови холивудски продукции.
През 1993 г. Маккелън играе южноафрикански магнат във филма „Шест степени на разделение“. Ролята е поддържаща и е добре приета от критиката. Във филма участват още Стокард Чейнинг, Уил Смит и Доналд Съдърланд. Играе малки роли в минисериала „Tales of the City“ и във филма „Последният екшън герой“. През същата година играе в телевизионния филм „And the Band Played On“, в който се разказва за откриването на вируса на СПИН. За ролята си получава награда „CableACE“ за „Поддържаща мъжка роля в минисериал или телевизионен филм“ и е номиниран за награда „Еми“ за „Най-добър актьор в поддържаща роля в минисериал или филм“.
През 1995 г. изпълнява главна роля във филма „Ричард III“, за разлика от едноименната пиеса, действието във филма се развива във въображаем вариант на Великобритания от 30-те години, в който страната се управлява от тоталитарен режим. Филмът е приет много добре от критиката. Маккелън е копродуцент и съсценарист на филма. Сценарият на филма е адаптиран по шекспировата пиеса, играна в Кралския национален театър, в която Маккелън също има участие. В рецензията си за филма в-к „Вашингтон Поуст“, нарича изпълнението на Маккелън „смъртоносно пищно въплъщение“, както и че „неговото изключително майсторство... доминира над всичко“. За изпълнението си във филма Маккелън получава номинации за награди БАФТА и „Златен глобус“, също така печели „Европейска филмова награда“ за най-добър актьор, а неговият сценарий е номиниран за БАФТА за „най-добър адаптиран сценарий“.
През 1998 г. участва в не много добре приетия от критиката филм „Прилежен ученик“, който е базиран по едноименната новела на Стивън Кинг. Във филма Маккелън играе възрастен нацистки офицер, живеещ под чуждо име в САЩ. Той е изнудван от любопитен тийнейджър (Брад Ренфро), който заплашва, че ще го издаде на властите, ако не му разкаже житейската си история в детайли. През същата година Иън Маккелън е номиниран за „Оскар за най-добра мъжка роля“ за изпълнението си във филма „Богове и чудовища“.
През 2000 г. Маккелън е поканен от Брайън Сингър да изиграе ролята на суперзлодея Магнито в „Х-Мен“, както и в продълженията „Х-Мен 2“ и „Х-Мен: Последният сблъсък“. Докато снима „Х-Мен“, Маккелън е избран за ролята на магьосника Гандалф във филмовата трилогия на Питър Джаксън – „Властелинът на пръстените“ (състояща се от „Задругата на пръстена“, „Двете кули“ и „Завръщането на краля“). Маккелън е награден с Награда на Гилдията на киноактьорите за „най-добър поддържащ актьор“ и е номиниран за „Оскар за най-добра поддържаща мъжка роля“ за изпълнението си в „Задругата на пръстена“. Той озвучава и видеоиграта, адаптирана по трилогията „Властелинът на пръстените: Третата Епоха“. На 10 януари 2011 г. официално е потвърдено, че Иън Маккелън ще се завърне в ролята на Гандалф в трилогията „Хобит“, първият филм от поредицата излиза през 2012 г. и носи името „Хобит: Неочаквано пътешествие“, като отново е режисиран от Питър Джаксън.
На 16 март 2002 г. е домакин на шоуто „Saturday Night Live“. През 2003 г. Маккелън играе себе си в анимацията „Семейство Симпсън“ в епизода, посветен на британска тематика „The Regina Monologues“, в който участват още Тони Блеър и Джоан Роулинг. През април и май 2005 г. играе в сапунената опера на телевизия „Гранада“, „Coronation Street“. Участва във филма на Ръчър Бел „Eighteen“, Маккелън играе „разказвача“ – дядо, който записва на аудиокасети спомените си от Втората световна война, предназначени за неговия внук.
Маккелън участва във филмите от 2005 г. „Минало незапочнато“ и „Пагубна страст“. През 2006 г. играе ролята на сър Лей Тийбинг в „Шифърът на Леонардо“. На 17 март 2006 г. в интервю за програмата „The Today Show“ с актьорския състав и режисьора на „Шифърът“, на въпрос как ще се почувстват, ако филмът бъде бойкотиран, за което апелират някои религиозни групи, Маккелън отговаря: „често си мисля, че на първата страница на Библията трябва да пише „това е измислица“. Имам предвид – ходене по вода?! ... трябва ти малко вяра. И аз имам вяра в този филм – не че е истина, не че е реален, а че има хубава и забавна история“, той продължава: „мисля, че публиката е достатъчно умна да различи истина от измислица и да осмисли нещо, когато го види“. През същата година (2006) Маккелън играе себе си в комедийните серии „Екстри“, режисирани от Рики Джървейс, в епизод, в който се разказва за гей любовници. За изпълнението си получава номинация за „Най-добър гост актьор в сериал – комедия“ на наградите „Еми“ през 2007 година.
През 2009 г. Маккелън играе в минисериала „Затворникът“, който е римейк на едноименния култов сериал от 1967 г. От 2012 до 2014 г. играе ролята на Гандалф във филмовата поредица „Хобит“. През 2014 г. взима участие отново в ролята на Магнито във филма „Х-Мен: Дни на отминалото бъдеще“.

## Активизъм

### Социална дейност
Иън Маккелън разкрива своята сексуална ориентация пред колегите си актьори още в началото на кариерата си, но през 1988 г. тя става известна на широката общественост, след интервю на Маккелън за радио BBC 3. Признанието му е продиктувано заради опасения от негативни последствия за кариерата му, след като правителството на консерваторите на Маргарет Тачър, предлага много спорния „параграф 28“ от „закон за местното самоуправление на Великобритания“ за разглеждане в Британския парламент. Маккелън заявява, че решението му да се разкрие е повлияно от подкрепата и съветите на приятелите му, между които е и известният писател гей Армистед Мопин. В интервю през 1998 г., в което се обсъжда 29-годишнината от Стоунуолските бунтове, Маккелън казва, че съжалява че не се е разкрил по-рано.
През 2003 г. по време на участието си в шоуто „Have I Got News for You“ Маккелън казва, че през 1988 г. е посетил министър Майкъл Хауърд (отговарящ за местното самоуправление) във връзка с лобиране против „параграф 28“. Хауърд отказал да промени позицията си, но поискал от Маккелън да остави автограф за децата му. Иън се съгласил, но написал на листа „Майната ти, аз съм гей!“ („Fuck off, I'm gay“). Маккелън описва подчинените на Хауърд министри – консерваторите Дейвид Уилшър и дейм Джил Найт, които са главните архитекти на „параграф 28“ като „грозни сестри“ в политическа пантомима.
Според „параграф 28“ „не трябва да се допуска публичното насърчаване на хомосексуалността“, забранява се „поощряването на хомосексуалността в училищата“ и еднополовите връзки се определят като „фалшиви семейни отношения“. Параграфът е двусмислен и произтичащите от него правила са неясни. Маккелън става активен борец против законопроекта и публично обявява, че е гей пред радио Би Би Си, като обсъжда темата за „параграф 28“ с консервативния журналист Перегрин Уърсторн. Той казва: „Моето лично участие в тази кампания е фокусирано към хората, да покаже, че щом Иън Маккелън е на борда, вероятно няма да е проблем и други хора да се застъпят за каузата, без значение дали са гейове или хетеросексуални“. „Параграф 28“ остава в сила до 2003 г.
Маккелън продължава да е много активен в усилията си за ЛГБТ правата. В изявление на собствения си сайт, свързано с активизма му, той казва:
„Не съм склонен да лобирам по други въпроси, най-вече се интересувам от (забрана на) ядрените оръжия, (отмяна на) смъртното наказание, (набиране на средства в борбата със) СПИН и най-голямата ми грижа: права и социално равенство за всички гейове по света.“
Маккелън е съосновател на „Stonewall“ – група лобираща за ЛГБТ правата в Обединеното кралство, групата е кръстена на Стоунуолските бунтове. Маккелън е патрон на „LGBT History Month“ (ежегодно събитие дълго един месец, следящо за спазването на правата на гейовете и гражданските права), „Лондон прайд“, GAY-GLOS, „The Lesbian & Gay Foundation“ и FFLAG (организация, подпомагаща родители и техните гей деца).
През 1994 г. на закриването на „Гей олимпиадата“ Маккелън се появява на сцената и казва: „Аз съм сър Иън Маккелън, но вие може да ме наричате Серина“ („Serena“, прякор измислен от Стивън Фрай, с който Маккелън е известен сред гей общността, след като е направен рицар). През 2002 г. Маккелън присъства на наградите „Оскар“ заедно със своя партньор, новозеландеца Ник Кътъл (Nick Cuthell). През 2006 г. Маккелън говори за предстоящото събитие „2007 LGBT History Month“, като оказва подкрепата си за организацията и за нейната основателка Сю Сандерс (Sue Sanders). През 2007 г. Маккелън става патрон на „Albert Kennedy Trust“ – организация, която предоставя подкрепа на млади, бездомни и ЛГБТ хора в затруднено положение.
Международният гей активизъм на Маккелън предизвиква смут в Сингапур. Маккелън е поканен на интервю в сутрешно шоу, но шокира интервюиращия с въпрос дали може да му препоръча добър гей клуб; след този въпрос на Маккелън прякото излъчване на предаването е прекратено моментално.
През 2010 г. оказва подкрепата си за гей фестивала „Homotopia“ в Ливърпул, при който група мърсисайдски тийнейджъри лесбийки и гейове провеждат антихомофобска кампания в училищата и младежките центрове в града. През месец май 2011 г. Маккелън нарича „страхливец“ кмета на Москва, Сергей Собянин – заради отказа му да позволи провеждането на гей парад в града.

### Благотворителност
През април 2010 г. Иън Маккелън участва заедно с актьорите Брайън Кокс и Елинор Брон в телевизионни реклами в подкрепа на „Age UK“ (благотворителна организация в Обединеното кралство, оказваща помощ на възрастните хора), като и тримата актьори участват в рекламите безплатно.
През 2012 г. докато е в Нова Зеландия за снимките на филма „Хобит: Неочаквано пътешествие“, Маккелън обявява специално турне „Шекспир, Толкин и ти!“ („Shakespeare, Tolkien, and You!)“, с приходите от което ще се помогне за спасяването на „Isaac Theatre Royal“ – театър, на който са нанесени големи щети по време на земетресението в Крайстчърч. Макккелън казва, че е избрал да спаси именно тази сграда, защото това е последният театър в Нова Зеландия, в който той е участвал в постановка („В очакване на Годо“ през 2010 г.), и че любовта към театъра на местните хора прави спасяването на сградата кауза, за която си струва да се застъпи човек.